# Стюнкель, Альберт Иванович
Альберт Иванович Стюнкель — петербургский архитектор конца XIX — начала XX столетия.
Альберт Стюнкель родился в Выборге в 1865 году в семье немецкого купца Иоганна Генриха Стюнкеля (Johann Heinrich Stünkel), переселившегося в Выборг из Ганновера. В 1890-м закончил Институт гражданских инженеров. Был женат на дочери Александра Мейснера Нине, у супругов было пятеро детей. Семья жила в спроектированном Стюнкелем доме Мейснера на Ждановке с 1904 по 1917 год.
Дочь архитектора Нина вышла замуж за финского скульптора Алпо Сайло.

## Список построек
- 1896 — столярно-паркетная мастерская, Подольская ул., 50 (наб. Обводного канала, 109);
- 1902—1904 — здание хирургического отделения и жилой дом Евангелической женской больницы, Лиговский пр., 2-4;
- 1903 — доходный дом А. Э. Мейснера, наб. реки Ждановки, 9;
- 1905—1906 — жилые дома Невской бумагопрядильной мануфактуры, Тульская ул., 7;
- 1907 — доходный дом наследников И. М. Ловцова, Витебская ул., 31;
- 1910 — доходный дом М. М. Греховой, Садовая ул., 129 (наб. канала Грибоедова, 178);
- 1910 — доходный дом, Левашовский пр., 14;
- 1912—1914 — доходный дом русского страхового общества «Помощь», Малая Морская ул., 19;
- 1913 — доходный дом, Иностранный пер., 8[1][2].